# Vezér Ferenc
Vezér György Ferenc (Szaniszló, Magyar Királyság, 1914. március 23. – Budapest, Magyar Népköztársaság, 1951. augusztus 3.) a Grősz-per IX. rendű vádlottjaként halálra ítélt és kivégzett pálos rendi szerzetes pap.

## Élete
Vezér György néven született 1914. március 23-án, a Szatmár vármegyei Szaniszló faluban. 1926-ban Esztergomban, a szalézi nevelőintézetben tanult, majd a bencés gimnáziumban érettségizett. 1935-ben kérte felvételét a pálosok közösségébe, ahol a Ferenc nevet vette fel. Pécsett végezte bölcseleti és teológiai tanulmányait. Virág Ferenc pécsi megyés püspök szentelte pappá 1940. január 28-án. Lelkipásztorként működött a budapesti Sziklatemplomban és Pécsett is – mindkét helyen házgondnoki feladatokat is ellátott. Legfontosabb állomáshelye azonban Pálosszentkút volt, ahol kisebb-nagyobb megszakításokkal, több időszakon keresztül egy ideig házfőnökként és a helyi lelkészség vezetőjeként is szolgált.
1944 decemberében fiatal nőket védelmezett. Birokra kelt egy fegyverrel hadonászó orosszal, aki a nőket el akarta vinni. A fegyver elsült, és az orosz katona belehalt. 1945-ben a rendőrség őrizetbe vette kommunistaellenes kijelentései miatt, de felmentették. 1946 januárjától a magyarországi pálos rendtartomány vezetésében is részt vett, mint II. tartományi tanácsos. A kommunista hatalom több alkalommal próbálta perbe fogni, megtörni.
1951. március 20-án letartóztatták. Koholt vádakon alapuló ügyét a Grősz József kalocsai érsek elleni koncepciós perhez csatolták. A kihallgatások során megkínozták, majd a Grősz-per IX. rendű vádlottjaként az Olti Vilmos által vezetett bíróság, 1951. június 28-án kb. 30 szovjet katona meggyilkolásával ill. arra való felbujtással bűntettben bűnösnek találta és halálra ítélte. 1951. augusztus 3-án végezték ki Budapesten a Gyűjtőfogházban. Az ítéletet 7 óra 12 perckor hajtották végre, az orvosok a halál beálltát 7 óra 30 perckor nyilvánították ki. Holttestét jeltelen sírba, álnéven temették el. 1992. február 17-én a Legfelsőbb Bíróság a vádak alól P. Vezér Ferencet felmentette. Földi maradványait hosszas kutatómunka után találták meg a Rákoskeresztúri Új köztemető 289-es parcellájában.

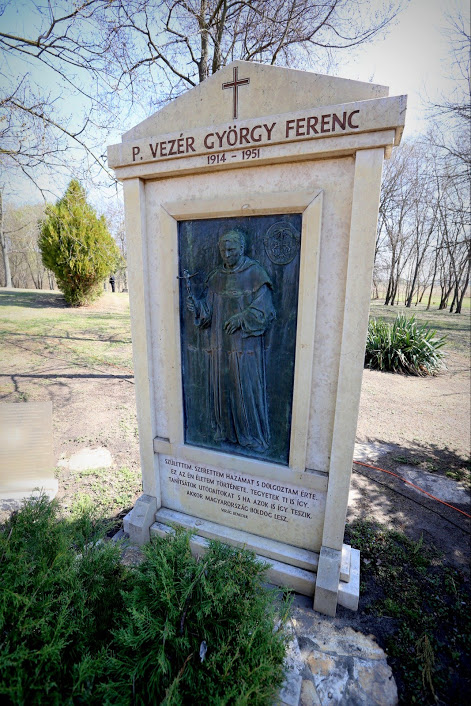
A szerzetes sírja Pálosszentkúton

## Újratemetése
A gyászszertartás a budapesti Sziklatemplomban kezdődött 2012. április 30-án 11 órakor. Eztán  motoros kísérettel vitték a vértanúhalált szenvedett atya koporsóját Pálosszentkútra, Ferenc atya hajdani utolsó szolgálati helyére. Itt Bábel Balázs kalocsa-kecskeméti érsek pontifikált gyászmisét. A temetési szertartást Bátor Botond a Magyar Pálos rend tartományfőnöke végezte. Schönberger Jenő szatmári megyés püspök áldotta meg a Petőfiszállás Pálosszentkút közötti utat, amit Vezér Ferenc atyáról neveztek el. A szertartáson részt vett Kövér László, az országgyűlés elnöke, és Lezsák Sándor országgyűlési képviselő.